# Jardín botánico Mundani
El Jardín Botánico Mundani o en catalán: Jardí Botànic Mundani, es un jardín botánico de 6.874 m² de extensión de propiedad privada que se encuentra en la isla de Mallorca, comunidad autónoma de las islas Baleares, España.

## Localización
Está situado al pie de la sierra de Tramontana en el noroeste de la isla de Mallorca.
- Planos y vistas satelitales (Jardín botánico Mundani).39°45′35″N 2°42′51″E / 39.75972, 2.71417
- Planos y vistas satelitales (Colección de higueras).39°27′34.79″N 2°49′22.33″E / 39.4596639, 2.8228694

Se encuentra en una zona abrigada de los vientos por las montañas que la rodean lo que hace que tenga un microclima, que permite el cultivo al aire libre de plantas tropicales y subtropicales.

## Historia
El nombre de Mundani se lo puso a este jardín botánico su propio creador, en honor del árbol Mundani, Cedro rosado o Lázcar, (Acrocarpus fraxinifolius), que es el árbol más grande del jardín y que sobresale de entre los demás.

## Colecciones vegetales
Las colecciones de árboles, arbustos y lianas procedentes de todo el mundo se encuentran en 8 bancales de un antiguo huerto de naranjos convertido en jardín de aclimatación de especies de plantas tropicales y subtropicales de 4.823 m², de extensión, albergando unas 150 especies diferentes, sin contar las plantas silvestres.
A la derecha del botánico queda una extensión de 2.051 m² con la vegetación casi intacta de la Sierra de Tramuntana.